# Dark Net (serial)
Dark Net este un serial TV american documentar creat de Mati Kochavi care explorează dark web-ul și teme ca biohacking, ransomware, război cibernetic, culte online, dependența de pornografie, precum și comerțul pornografic prin webcamere. Serialul a avut premiera la 21 ianuarie 2016 pe Showtime,  primul sezon este format din opt episoade.

## Producție
Showtime a dat undă verde serialului în noiembrie 2015. Este creat de Mati Kochavi, fondatorul companiei Vocativ și este co-produs de Part2 Pictures.

## Primire
Serialul a beneficiat în general de recenzii pozitive din partea criticilor. Pe Metacritic are un scor de 69 din 100 pe baza a șase recenzii. Keith Uhlich de la The Hollywood Reporter i-a acordat o recenzie pozitivă, catalogându-l "convingător". Brian Lowry de la revista Variety i-a acordat o recenzie mixtă, subliniind că  deși serialul îl informează despre existența acestor subculturi, nu prea aduce prea multe informații în privința acestora."

## Transmisie TV
Serialul a avut premiera în Canada pe The Movie Network la 21 ianuarie 2016, în același timp cu transmisia TV din Statele Unite.

## Episoade
| Nr. | Titlu     | Regizat de       | Scris de            | Data difuzării    | SUA telespectatori (milioane) |
| --- | --------- | ---------------- | ------------------- | ----------------- | ----------------------------- |
| 1 | „Crush”   | Peter Richardson | Jeremy Siefer       | 21 ianuarie 2016  | 0.126                         |
| Acest episod se focalizează asupra unui cuplu BDSM aflat într-o relație la lungă distanță; un japonez aflat într-o relație virtuală prin folosirea LovePlus și asupra unei femei care a fost victima unei răzbunări porno. |           |                  |                     |                   |                               |
| 2 | „Upgrade” | Peter Richardson | Gemma Jordan        | 28 ianuarie 2016  | 0.073                         |
| Acest episod explorează biohacking-ul, inclusiv o femeie care și-a implantat un cip RFID în mâna sa și un bărbat care după ce și-a pierdut un ochi l-a înlocuit cu o cameră video miniaturizată. Mai este prezentat un bărbat care folosește sute de sisteme de colectare a datelor pentru a urmări orice aspect al vieții sale. |           |                  |                     |                   |                               |
| 3 | „Exploit” | Peter Richardson | Billy Shebar        | 4 februarie 2016  | 0.105                         |
| Acest episod prezintă cyber-pornogafia infantilă din Cebu, Filipine prin intermediul dark web-ului. De asemenea, este prezentată tehnologia folosită pentru a proteja online copiii și pentru a-i prinde pe pedofili. În plus, un pedofil își dezvăluie motivele faptelor sale.                                                  |           |                  |                     |                   |                               |
| 4 | „CTRL”    | Peter Richardson | Holly Taylor        | 11 februarie 2016 | 0.055                         |
| Acest episod detaliază ce reprezintă munca unui moderator de conținut pe Internet și prezintă ce fac hackerii. |           |                  |                     |                   |                               |
| 5 | „Trapped” | Peter Richardson | Aaron Lubarsky      | 18 februarie 2016 | 0.046                         |
| Acest episod prezintă o femeie care suferă de hipersenzitivitate electromagnetică; un om care a avut o cădere generală a corpului ceea ce l-a paralizat și l-a făcut să folosească tehnologie pentru a-și putea trăi viața mai departe și o femeie care și-a părăsit familia pentru a se alătura unui cult online.               |           |                  |                     |                   |                               |
| 6 | „Rewire”  | Peter Richardson | Marcella Steingart  | 25 februarie 2016 | 0.037                         |
| Acest episod prezintă pornography addiction pe Internet, nootropicele și persoane cu autism care lucrează în industria tehnologiei. |           |                  |                     |                   |                               |
| 7 | „Provoke” | Peter Richardson | William Acks        | 3 martie 2016     | 0.069                         |
| Acest episod explorează teme ca violența și trolling via social media și-l prezintă pe creatorul și misiunea din spatele personajului online Abdullah-X. |           |                  |                     |                   |                               |
| 8 | „Revolt”  | Peter Richardson | Alexandra Meistrell | 10 martie 2016    | 0.052                         |
| Acest episod prezintă un activist care demască brutalitatea politiei în Statele Unite; un om care a renunțat la iudaismul hasidic odată ce a descoperit Internetul și o organizație care folosește tehnologia de imprimare 3D pentru a construi arme de foc nedetectabile.                                                       |           |                  |                     |                   |                               |